# Zygosiphon mortenseni
Zygosiphon mortenseni är en kräftdjursart som beskrevs av William Thomas Calman 1907. Zygosiphon mortenseni ingår i släktet Zygosiphon och familjen Bodotriidae. Inga underarter finns listade i Catalogue of Life.